# Клочки (Коростенський район)
Клочки́ — село в Україні, у Народицькій територіальній громаді Коростенського району Житомирської області. Населення становить 297 осіб (2001).

## Історія
Вперше згадане в акті 1545 року. 1881 року у селі було споруджено церкву Св. Йосимфа Обручника.
У 1906 році — село Христинівської волості Овруцького повіту Волинської губернії. Відстань від повітового міста 17 верст, від волості 12. Дворів 107, мешканців 795.
У 1923—54 роках — адміністративний центр Клочківської сільської ради Народицького району.
6 серпня 2015 року включене до складу новоутвореної Народицької територіальної громади Народицького району Житомирської області. Від 19 липня 2020 року, разом з громадою, в складі новоствореного Коростенського району Житомирської області.